# Lagerstroemia calyculata
Lagerstroemia calyculata puede ser traducida del nombre vietnamita (Bằng lăng ổi) como "guayaba crespón" (en tailandés: ตะแบก tabaek); el nombre deriva de su característico moteado y el resquebrajamiento de la corteza. Es una especie de Angiospermae de la familia Lythraceae y se encuentra en el  Sudeste Asiático y Oceanía.
Es un árbol de tamaño mediano que crece hasta una altura de entre 10 y 20 m. Al igual que otras especies del mismo género, es bastante común como decoración en los parques de Tailandia debido a sus hermosos racimos de flores de color rosa. Su madera tiene un bajo valor comercial, por lo que sus bosques se mantuvieron sin deforestar en zonas como el parque nacional Cat Tien.